# 토팡가

토팡가

토팡가(Topanga)는 캘리포니아주 로스앤젤레스군의 도시이다. 인구는 8,289명이다.